# Friedrich Thiersch

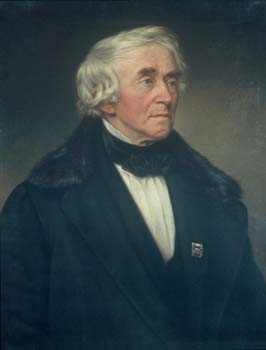
Friedrich Wilhelm Thiersch

Friedrich Wilhelm von Thiersch (* 17. Juni 1784 in Kirchscheidungen bei Freyburg als Friedrich Wilhelm Thiersch; † 25. Februar 1860 in München) war ein deutscher Philologe, der auch als „Praeceptor Bavariae“ (Lehrer Bayerns) und als „Vater der humanistischen Bildung“ in Bayern bezeichnet wurde, ähnlich wie Wilhelm von Humboldt in Preußen.

## Leben

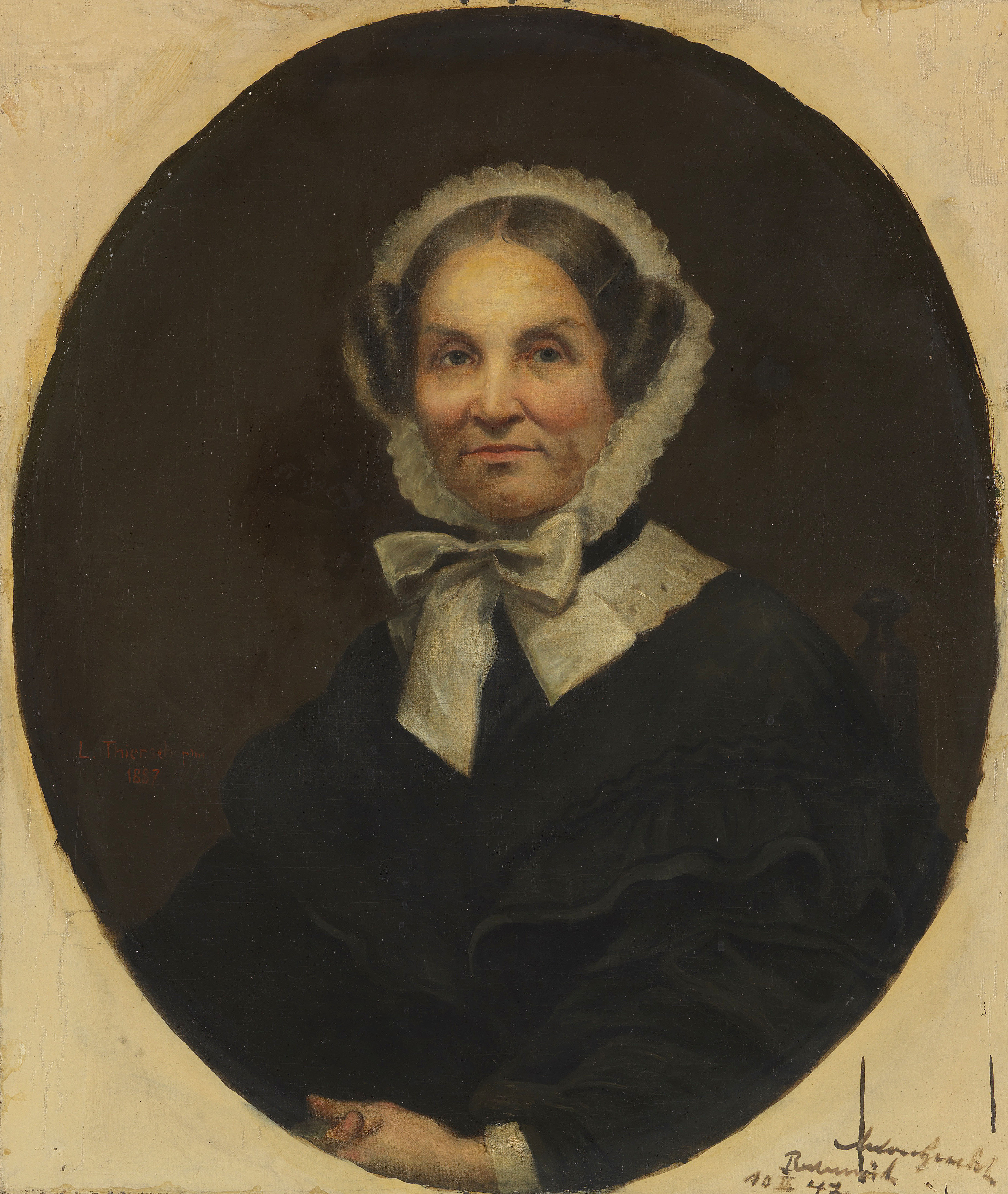
Ehefrau Amalie Thiersch geb. Löffler (1794–1878)

Thiersch wurde als zweiter Sohn des Landwirts Benjamin Thiersch im thüringischen Dorf Kirchscheidungen an der Unstrut geboren. Einer seiner Brüder ist der Dichter des Preußenliedes, Bernhard Thiersch.

### Familie
Thiersch heiratete 1816 die Malerin Amalie Löffler (1794–1878) eine Tochter des evangelischen Pfarrers in Gotha sowie Generalsuperintendenten und Mitbegründer des Gothaer Schulwesens Josias Friedrich Löffler (1752–1816) und dessen Frau Sophie Silberschlag (1772–1799). Gemeinsam hatten sie vier Söhne und drei Töchter.
Die Söhne waren:
- ein sehr früh verstorbener Sohn
- der Theologe Heinrich Wilhelm Josias Thiersch, (1817–1885)
- der Chirurg Carl Thiersch, 1822–1885
- der Maler Ludwig Thiersch, (1825–1909)

Die Töchter waren:
- Caroline (1821–1880)
- Mathilde (1824–1903)
- Luise (1827–1878)

Der Architekt und Maler Friedrich von Thiersch war sein Enkel. Der klassische Archäologe Hermann Thiersch und der Architekt Paul Thiersch waren seine Urenkel.

### Studium
Thiersch studierte seit 1804 in Leipzig und Göttingen und wurde dort 1808 Privatdozent. 1809 kam er als Professor an das Münchener Wilhelmsgymnasium und 1811 an das Lyzeum.
Schon bald nach seiner Ankunft in München geriet Thiersch in Streit mit seinen Vorgesetzten am Gymnasium und mit den Kreisen um den Baron Johann Christoph von Aretin. Einerseits wurde ein Konflikt zwischen protestantischem Norden und katholischem Süden ausgetragen; andererseits herrschte Uneinigkeit darüber, ob man weiterhin mit dem Frankreich Napoleons zusammenarbeiten sollte, was besonders Aretin befürwortete, sowie ob man von der aufklärerischen Bildungspolitik abrücken sollte, um sich einem neuhumanistischen Bildungswesen zuzuwenden. Als am Rosenmontag 1811 ein Mordanschlag auf Thiersch erfolgte, schob dieser die Schuld auf seine Gegner um Baron Aretin; tatsächlich war eine Liebesaffäre Anlass für den Anschlag.

### Gründung Philologisches Institut
1812 gründete Friedrich Thiersch das mit der Bayerischen Akademie der Wissenschaften verbundene Philologische Institut. Von 1811 bis 1829 gab er die vierbändigen Acta philologorum Monacensium heraus, das Forum des Philologischen Instituts.

### Umgestaltung des höheren Bildungswesens
Nach der Thronbesteigung Ludwigs I. 1825 wurde Thiersch mit der Umgestaltung des höheren Bildungswesens beauftragt. Im von ihm verfassten Lehrplan von 1829 wurde der Unterricht an den Gymnasien fast vollständig auf das Erlernen der alten Sprachen reduziert. Dies kam den Vorstellungen des Königs nahe, der seinen dynastischen Patriotismus mit einem klassizistischen Ethos verschmelzen wollte (siehe Walhalla). Bei seiner Reise nach Griechenland im Jahre 1831 führte er Grabungen im Schatzhaus des Atreus und in Tiryns durch.

## Ehrungen
1835 wurde Thiersch zum auswärtigen Mitglied der Göttinger Akademie der Wissenschaften gewählt. 1848 bis 1859 war er Präsident der Bayerischen Akademie der Wissenschaften. 1855 wurde er in die American Academy of Arts and Sciences gewählt.
Friedrich Thiersch ist 1855 mit dem Verdienstorden der Bayerischen Krone ausgezeichnet worden und wurde damit auch als Friedrich Wilhelm Ritter von Thiersch in den persönlichen Adelsstand erhoben. Friedrich Wilhelm von Thiersch starb am 25. Februar 1860 in München. Nach seinem Tod verkaufte seine Frau Amalie seine Sammlung, die aus 612 antiken Objekten bestand, an Friedrich I. von Baden. Die schöneren Stücke wurden in die Großherzogliche Sammlung für Altertums- und Völkerkunde in Karlsruhe aufgenommen; alle anderen erhielt die Universität Heidelberg.
Weitere Ehrungen waren:
Thiersch war unter anderem

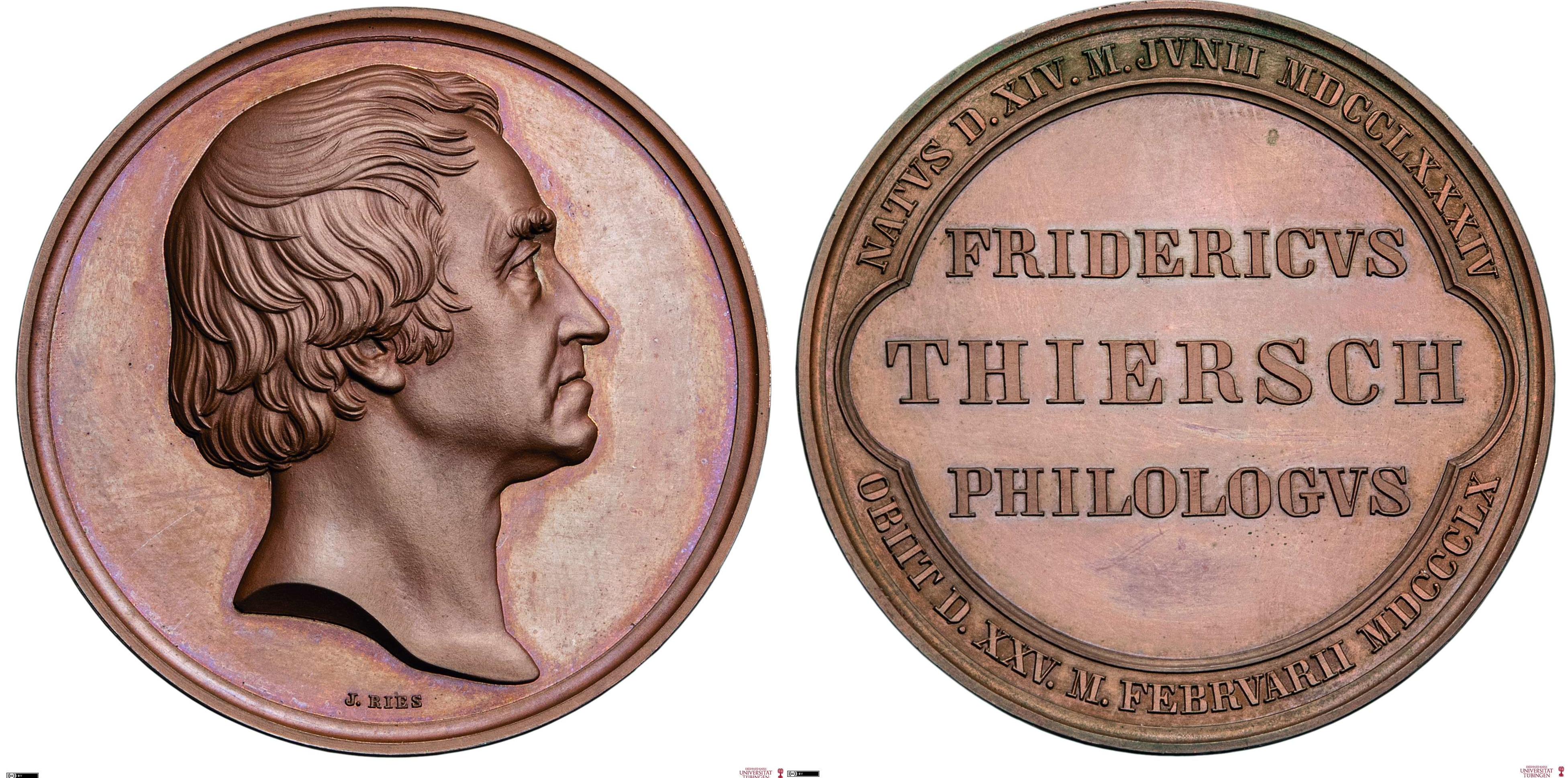
Medaille Friedrich Wilhelm Thiersch 1860

- Großkreuz des Verdienstordens vom Heiligen Michael (1858)
- Ritter des Roten Adlerordens 3. Klasse (1839)
- Großkomtur des griechischen Erlöser-Ordens (1841)
- Großkreuz des Leopold-Ordens (1858)
- Ritter des Bayerischen Maximiliansorden für Wissenschaft und Kunst (1853)
- Komtur des sächsischen Albrechts-Ordens (1860)
- Inhaber des Ehrenkreuzes des Ludwigs-Ordens
- Die Bayerische Akademie der Wissenschaften widmete Thiersch eine Medaille, die vom Medailleur Johann Adam Ries gefertigt und noch 1860 herausgegeben wurde.[6]

## Namensgeber für Straße
Nach Friedrich Thiersch wurde 1877 in München im Stadtteil Lehel (Stadtbezirk 1 – Altstadt-Lehel/Lehel) die Thierschstrasse  benannt.
In Athen wurde die Theirsiou-Straße (griechisch Θειρσίου; 37° 59′ 52,7″ N, 23° 43′ 18,1″ O) nach ihm benannt.

## Grabstätte

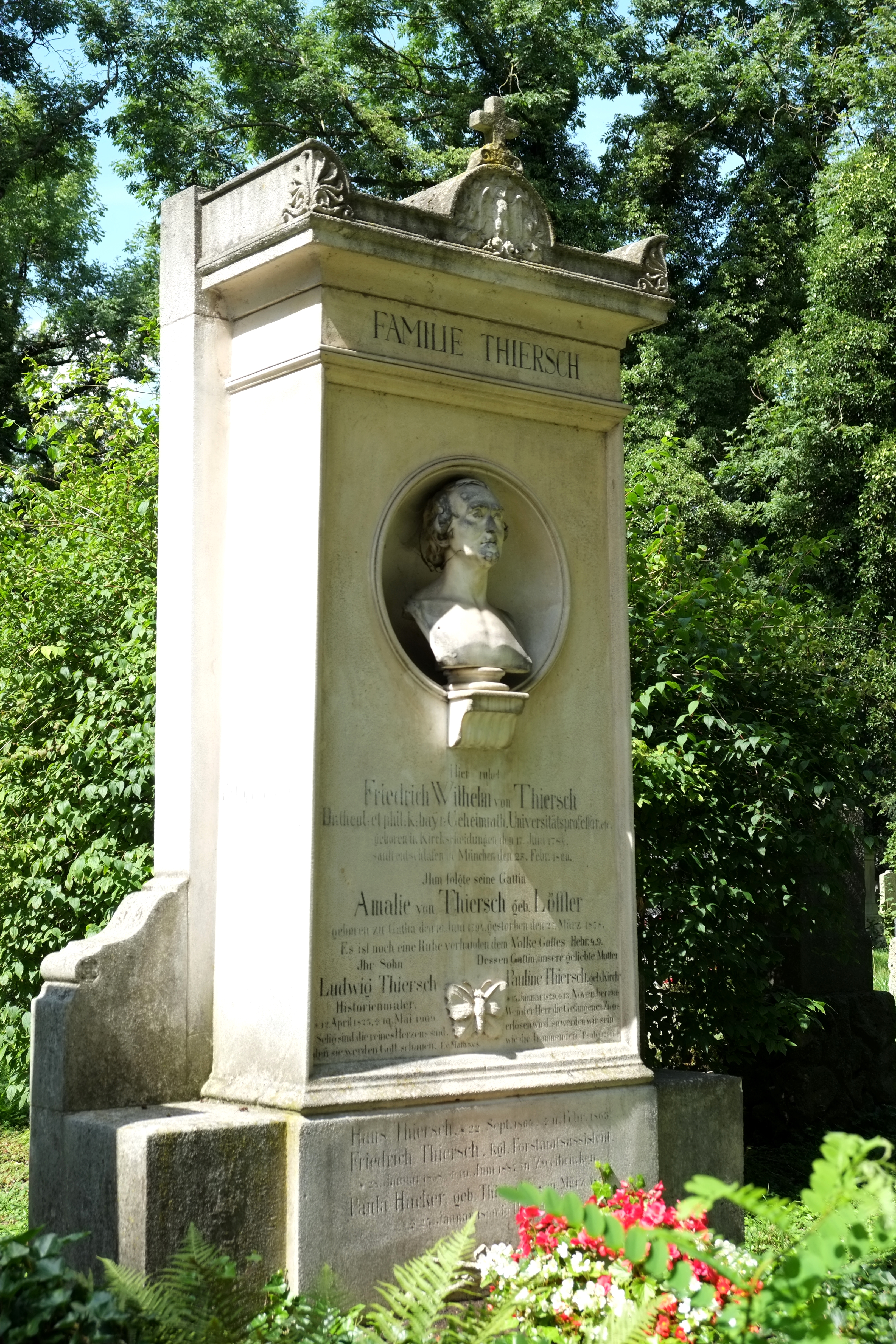
Grab von Friedrich Thiersch auf dem Alten Südlichen Friedhof in München

Die Grabstätte von Friedrich Thiersch befindet sich auf dem Alten Südlichen Friedhof in München (Gräberfeld 41 – Reihe 1 – Platz 16) Standort. In dem Grab sind auch Thierschs Frau Amalie und sein Sohn Ludwig bestattet. Das Grabmal verwendet Stilformen des späten Klassizismus mit einer Büste Friedrich Wilhelm von Thierschs. Die Urheberschaft für Grabmal und Büste kann auf Grund deutlicher Übereinstimmung mit dem Grabmal für Justus von Liebig (Grablage 40-12-11 schräg gegenüber) und dem Grabmal für den Akademischen Gesangsverein (Grablage 12-9-47/49) mit hoher Sicherheit dem Bildhauer Anselm Sickinger zugeschrieben werden.

## Schriften (chronologisch)
- Betrachtungen über die angenommenen Unterschiede zwischen Nord- und Süddeutschland: Ein Beytrag zur Kenntniss der neuesten Äusserungen des Zeitgeistes. Stöger, München 1809. (Digita. lisat)
- Griechische Grammatik, vorzüglich des Homerischen Dialects. 1812. (Digitalisat der 2. Aufl. Fleischer, Leipzig 1818)
- Griechische Grammatik zum Gebrauch für Schulen. Fleischer, Leipzig 1812. (Digitalisat der Ausg. 1815)
- Über die Gedichte des Hesiodus, ihren Ursprung und Zusammenhang mit denen des Homer. 1813. (Digitalisat)
- Über die Epochen der bildenden Kunst unter den Griechen. 3 Bände. Lindauer, München 1816–1825. (Digitalisat Band 1), (Band 2), (Band 3)
- Lobschrift auf Carl Wilhelm Friedrich von Breyer. Thienemann, München 1818. (Digitalisat)
- Pindars Werke. 2 Bände. Fleischer, Leipzig 1820. (Digitalisat Band 1), (Band 2)
- Über eine griechische Gemma litterata im Besitze seiner Majestät des Königs. 1824. (Digitalisat)
- Vorläufige Nachricht von dem in der k. Residenz zu München befindlichen Antiquarium. Zängl, München 1825. (Digitalisat)
- Über gelehrte Schulen, mit besonderer Rücksicht auf Bayern. 3 Bände. Cotta, Tübingen 1826–1829. (Digitalisat Band 1), (Band 2), (Band 3,1), (Band 3,2), (Band 3,4)
- Über die neugriechische Poesie, besonders über ihr rhythmisches und dichterisches Verhältniß zur altgriechischen. Cotta, Tübingen 1828. (Digitalisat)
- Über den Cinctus Gabinus. 1829. In: Jahresberichte der Königlich Bayer'schen Akademie der Wissenschaften. 1 (1827–1829)
- Ueber eine Tabula honestae missionis im königl. Antiquarium dahier, und die Bruchstücke von zwey andern. Wolf, München 1829. (Digitalisat)
- Über ein noch unedirtes, vom Landschaftsmaler Hn. Carl Rottmanner aus Sicilien gebrachtes, christlich-griechisches Epitaphium. 1829. In: Jahresberichte der Königlich Bayer'schen Akademie der Wissenschaften. 1 (1827–1829)
- Über den Zustand der Universität Tübingen. Cotta, Stuttgart/Tübingen 1830. (Digitalisat)
- Unwürdige Ausfälle auf die Universität Tübingen. Laupp, Tübingen 1830. (Digitalisat)
- Über die Schicksale und Bedürfnisse der Ludwigs-Maximilians-Universität zu München. Cotta, München/Stuttgart/Tübingen 1830. (Digitalisat)
- Bemerkungen über ein von Winkelmann herausgegebenes Relief im K. Antiquarium. München 1831. In: Jahres-Berichte der Königlich Baijer'schen Akademie der Wissenschaften 2 (1829/31), Seite 60–61, 1 ungezähltes Blatt Bildtafel. (Digitalisat)
- Über eine Patera Etrusca des K. Antiquarium. München 1831. In: Jahres-Berichte der Königlich Baijer'schen Akademie der Wissenschaften 2 (1829/31), Seite 53–54, 1 ungezähltes gefaltetes Blatt Bildtafel. (Digitalisat)
- De l'état actuel de la Grèce et des moyens d'arriver à sa restauration. 2 Bände. Brockhaus, Leipzig 1833. (Digitalisat Band 1), (Band 2)
- Ludovico Primo Bavariae regi ... et Theresae reginae ... tori genialis quinque lustra feliciter practa pie gratulatur Universitas Ludovico-Maximilianes Monacensis. 1835.
- Über die neuesten Angriffe auf die Universitäten. Cotta, Stuttgart/Tübingen 1837. (Digitalisat)
- Gedächtnißrede auf Georg Friedrich weil. Freyherrn von Zentner. Franz, München 1837. (Digitalisat)
- Über die dramatische Natur der platonischen Dialoge. Verlag der Akademie, München 1837. (Digitalisat)
- Über den gegenwärtigen Zustand des öffentlichen Unterrichts in den westlichen Staaten von Deutschland, in Holland, Frankreich und Belgien. 3 Bände. Cotta, Stuttgart/Tübingen 1838. (Digitalisat Band 1), (Band 2), (Band 3)
- Über die Topographie von Delphi. 1840 (Digitalisat)
- Über das Verhältniß der Philologie und der classischen Studien zu unserer Zeit. 1840.
- Über Protestantismus und Kniebeugung in Bayern. Drei Sendschreiben an den Herrn geistlichen Rath und Professor Dr. Ignaz Döllinger Bayrhoff, Marburg 1844. (Digitalisat)
- Über die hellenischen bemalten Vasen. Akademie, München 1844. (Digitalisat)
- Allgemeine Ästhetik in akademischen Lehrvorträgen. Reimer, Berlin 1846. (Digitalisat)
- Apologie eines Philhellenen wider den Fürsten Hermann L. G. v. Pückler. Literarisch-Artistische Anstalt, München 1846. (Digitalisat)
- Rede beim Antritt des Rektoramtes der Ludwig-Maximilians-Universität. Wolf, München 1847. (Digitalisat)
- Sicilianische Sonette vom Jahre 1845. Kaiser, München 1848. (Digitalisat)
- Rede zur Vorfeyer des hohen Geburtsfestes Sr. Majestät des Königs Maximilian II. 1849.
- Über die praktische Seite wissenschaftlicher Thätigkeit. Verlag der Akademie, München 1849. (Digitalisat)
- Viro amplissimo illustrissimo doctissimo Friderico de Thiersch ... de gymnasiis Bavariae eorumque praeceptoribus optime merito post mandatos summos in philosophia honores XVIII. die junii a. MDCCCLVIII decem lustra egregia cum laude peracta laetis animis piisque votis gratulantur Gymnasii Ludoviciani rector et professores. 1858.
- Festgabe zu dem fünfzigjährigen Doctor-Jubiläum des Herrn Geheimenrathes Friedrich von Thiersch am 18. Juni 1858. 1858.
- Friedrich Thiersch's Leben (Aus seinen Briefen). herausgegeben von H. W. J. Thiersch, 2 Bände, 1866. (Digitalisat Band 1), (Band 2)